# چخماقلوی علیا
چخماقلوی علیا روستایی در دهستان گچلرات غربی بخش ارس شهرستان پلدشت استان آذربایجان غربی ایران است.این روستا در بین روستاهای چخماقلوی سفلی و قوچ کندی قرار دارد.

## جمعیت
بر پایه سرشماری عمومی نفوس و مسکن در سال ۱۳۹۵ جمعیت این روستا ۱۷ نفر (در ۵ خانوار) بوده است.